# イン・カフーツ
イン・カフーツ（In Cahoots）は、ギタリストで主な作曲も担当するフィル・ミラーが率いるカンタベリー・ロックのバンドである。

## 略歴
1982年11月にフィル・ミラー・カルテット（Phil Miller Quartet）として、ピップ・パイル（ドラム）、リチャード・シンクレア（ベース）、エルトン・ディーン（サックス）と一緒にミラーが結成した。ピーター・レマー（キーボード）が1983年初頭に参加して、クインテットに拡張され、イン・カフーツという正式な名前が付けられた。ミラーとパイルはナショナル・ヘルスで、また、シンクレアも参加したハットフィールド・アンド・ザ・ノースで一緒にメンバーとして活動しており、パイルとディーンも長年共演する間柄であり、その頃はウェイトウォッチャーズ（ピアニストのキース・ティペットも参加）やソフト・ヒープで一緒に仕事をしていた。1985年初頭、ヒュー・ホッパーがシンクレアに代わってメンバーとなった。バンドはミラーの最初のソロ・アルバム『カッティング・ボース・ウェイズ』（1987年リリース）に登場した。
1987年にスティーヴ・フランクリンがレマーと交代、また1988年にはフレッド・ベイカーがホッパーと交代した。アルバム『ライヴ 1986-1989』は1989年にリリースされた（他のすべてのアルバム同様「フィル・ミラー／イン・カフーツ」という連名表記）。1990年、フランクリンが脱退し、バンドにはジム・ドゥヴォラックがトランペットで参加した。ベイカーとレマーは、ミラーのソロ名義のアルバム『ディッギング・イン』（1991年）に参加。パイルもドラムのプログラムを担当した。
1991年に、ミラーとパイルはショート・ウェーヴというバンドでホッパーと再共演した。イン・カフーツは、レマーを含むラインナップで来日公演を行い、その模様はアルバム『ライヴ・イン・ジャパン』（1993年）に記録された。続くスタジオ・アルバム『リーセント・ディスカバリーズ』は、1993年に録音された。レマーが1995年にバンドに復帰し、『パラレル』（1996年）、『アウト・オブ・ザ・ブルー』（2001年）を録音した。後者にはキャラヴァンのギタリスト、ダグ・ボイルが2曲で参加している（ボイルはその年のヨーロッパ・ツアーにも一部参加した）。
2002年、マーク・フレッチャーがパイルと交代で加入した。ミラー、フレッチャー、ディーン、ドゥヴォラック、ベイカー、レマーのラインナップで、2003年に『オール・ザット』をリリースした。2004年、ディーンとドヴォラックが脱退し、それ以来、ブラス・セクションは、テナー・サックスのサイモン・ピカード、トランペットのサイモン・フィンチ、そして時折トロンボーンのゲイル・ブランドというメンバーからなるようになった。以前、ショート・ウェーヴで共演したディディエ・マレルブは、2006年のアルバム『陰謀の理論』に参加しており、リチャード・シンクレア、デイヴ・スチュワート、ダグ・ボイルもゲスト参加している。

## 来日公演
- 1991年

12月17日 心斎橋CLUB QUATTRO
12月19日、20日 渋谷CLUB QUATTRO
- 2001年

12月8日、9日 Tribute to the Love Generation
- 2006年

12月8日、9日 新宿ピット・イン

## ディスコグラフィ

### アルバム
- 『カッティング・ボース・ウェイズ』 - Cutting Both Ways (1987年) ※フィル・ミラーのソロ名義だが、6曲中4曲はイン・カフーツによる演奏
- 『スプリット・セカンズ』 - Split Seconds (1988年) ※フィル・ミラーのソロ名義だが、一部の曲はイン・カフーツ名義で収録
- 『ライヴ 1986-1989』 - Live 1986-1989 (1991年)
- 『ライヴ・イン・ジャパン』 - Live in Japan (1993年)
- 『リーセント・ディスカバリーズ』 - Recent Discoveries (1994年)
- 『パラレル』 - Parallel (1996年)
- 『アウト・オブ・ザ・ブルー』 - Out of the Blue (2001年)
- 『オール・ザット』 - All That (2003年)
- 『陰謀の理論』 - Conspiracy Theories (2006年)
- 『マインド・オーヴァー・マター』 - Mind Over Matter (2011年)